# Stormyrtjärnen (Stensele socken, Lappland)
Stormyrtjärnen är en sjö i Storumans kommun i Lappland och ingår i Umeälvens huvudavrinningsområde.